# Liste der Einträge im National Register of Historic Places im Boone County (Arkansas)
Die Liste der Registered Historic Places im Boone County führt alle Bauwerke und historischen Stätten im Boone County in Arkansas auf, die in das National Register of Historic Places aufgenommen wurden.

## Aktuelle Einträge
| Lfd. Nr. | Name                                         | Bild | Datum der Eintragung | Adresse/Lage                                                                    | Ort                | ID-Nr.   | Beschreibung |
| -------- | -------------------------------------------- | ---- | -------------------- | ------------------------------------------------------------------------------- | ------------------ | -------- | ------------ |
| 1        | Elliott and Anna Barham House                |      | 21. Jan. 2004        | 4085 West St.                                                                   | Zinc               | 03001453 |              |
| 2        | Bear Creek Motel                             |      | 13. März 2001        | US 65                                                                           | Bear Creek Springs | 01000175 |              |
| 3        | Bergman High School                          |      | 10. Sep. 1992        | Co. Rd. 48                                                                      | Bergman            | 92001203 |              |
| 4        | Boone County Courthouse                      |      | 21. Juli 1976        | Courthouse Sq.                                                                  | Harrison           | 76000387 |              |
| 5        | Boone County Jail                            |      | 12. Dez. 1976        | Central Ave. und Willow St.                                                     | Harrison           | 76000388 |              |
| 6        | Carrollton Road-Carrollton Segment           |      | 20. Mai 2008         | Co.Rd. 917, Terrapin Cr. Rd. und Dunkard Rd. zwischen US 412 und Green Hill Rd. | Carrollton         | 08000432 |              |
| 7        | Cottonwood School #45                        |      | 4. Okt. 2002         | Cottonwood und Dubuque Rd.                                                      | Self               | 02001078 |              |
| 8        | Cricket and Crest Tunnels Historic District  |      | 19. Sep. 2007        | unter und westlich des Old US 65                                                | Omaha              | 07000954 |              |
| 9        | Duncan House                                 |      | 28. Sep. 2005        | 610 W. Central Ave.                                                             | Harrison           | 05001065 |              |
| 10       | Evans-Kirby House                            |      | 20. Jan. 2005        | 611 S. Pine St.                                                                 | Harrison           | 04001505 |              |
| 11       | Everton School                               |      | 10. Sep. 1992        | Main St.                                                                        | Everton            | 92001205 |              |
| 12       | Grubb Springs School                         |      | 29. März 1996        | nordöstliche Ecke der Kreuzung von AR 43 und AR 397                             | Harrison           | 96000329 |              |
| 13       | Haggard Ford Swinging Bridge                 |      | 30. Juni 1995        | über den Bear Cr. an der Cottonwood Rd., 13 km nördlich von Harrison            | Harrison           | 95000790 |              |
| 14       | Harrison Courthouse Square Historic District |      | 6. Mai 1999          | grob begrenzt von N. Walnut, W. Ridge, N. Willow und W. Stephenson St.          | Harrison           | 99000523 |              |
| 15       | Harrison High School                         |      | 24. Jan. 2007        | 124 S. Cherry St.                                                               | Harrison           | 06001284 |              |
| 16       | Hotel Seville                                |      | 19. Mai 1994         | nordwestliche Ecke von Vine St. und Ridge St.                                   | Harrison           | 94000443 |              |
| 17       | Missouri and North Arkansas Depot-Bellefonte |      | 11. Juni 1992        | südöstliche Ecke von Center St. und Keeter Dr.                                  | Bellefonte         | 92000601 |              |
| 18       | Twelve Oaks                                  |      | 20. Jan. 2010        | 7210 AR 7 S                                                                     | Harrison           | 09001237 |              |
| 19       | Valley Springs School                        |      | 10. Sep. 1992        | 1 School St.                                                                    | Valley Springs     | 92001204 |              |
| 20       | Zinc Swinging Bridge-BO0162                  |      | 24. Jan. 2007        | 8039 Washington St.                                                             | Zinc               | 06001286 |              |